# Georg Renno
Georg Renno, född 13 januari 1907 i Strassburg, död 4 oktober 1997 i Neustadt an der Weinstrasse, var en tysk läkare och SS-Obersturmführer. Han deltog i Tredje rikets så kallade eutanasiprogram Aktion T4 och tillhörde ledningen vid eutanasianstalten (NS-Tötungsanstalt) Hartheim. Renno var ansvarig för 28 000 personers död inom ramen för Aktion T4. Merparten av dessa gasades ihjäl.
Efter andra världskriget gick Renno under jorden och antog falskt namn, Georg Reinig. I början av 1960-talet greps han dock av västtyska myndigheter. Inför undersökningsdomaren yttrade han bland annat:
| ” | Att vrida på [gas-]kranen var inte någon stor sak. | „ |

Åtal mot Renno väcktes 1967 men rättegången avbröts på grund av hans dåliga hälsa.